# Echeveria tobarensis
Echeveria tobarensis là một loài thực vật có hoa trong họ Crassulaceae. Loài này được (Rose) A.Berger miêu tả khoa học đầu tiên năm 1930.